# چورکوویتسا (ورانگه)
چورکوویتسا (به صربی: Ćurkovica) یک منطقهٔ مسکونی در صربستان است که در ناحیه پچینیا واقع شده‌است. چورکوویتسا ۱۳ نفر جمعیت دارد.